# Libnotes (Goniodineura) phaeonota
Libnotes (Goniodineura) phaeonota is een tweevleugelige uit de familie steltmuggen (Limoniidae). De soort komt voor in het Australaziatisch gebied.